# Forte Stollen
Forte Stollen (シュトーレン, フォルテ?, Shutōren Forute) è un personaggio immaginario della serie di manga, anime e videogiochi Galaxy Angel. Come per tutti gli altri personaggi della serie, il nome Mint Blancmanche è un riferimento ad uno specifico cibo, in questo caso al dolce tedesco Ststollen. Il suo Emblem Frame è il Happy Trigger.

## Il personaggio

### Nell'anime
Onesta e risoluta, dotata di una chioma rossa e di una voce rauca, la mascolina Forte Stollen indossa per la maggior parte del tempo una sorta di uniforme militare dal taglio vagamente sadomaso, con berretto e monocolo. Il suo hobby è collezionare pistole ed altre armi, ed è una forte sostenitrice della risoluzione delle situazioni tramite la forza bruta. L'unica cosa che sembra terrorizzarla, ed a cui è anche allergica, sono i topi.

### Nei videogiochi
Similarmente alla sua controparte dell'anime, Forte è il leader delle Angel Troupe. Essendo anche la più grande, Forte come una sorella maggiore per le sue compagne di avventure, spesso mostrandosi prodiga di consigli. Come molti dei personaggi nel primo videogioco, Forte non è affatto contenta del fatto che Takuto venga nominato comandante della Elsior, l'astronave su cui Forte e le altre sono imbarcate. Arriva al punto di affrontarlo direttamente, dicendogli che non lo considererà il suo comandante sino al momento in cui glielo proverà. Takuto le dimostrerà il suo coraggio e Forte inizierà a fidarsi di lui.

### Nel manga
Forte rappresenta la sorella maggiore della Angel Troupe, dando spesso consigli alle altre compagne e tentando di aiutarle con i loro problemi. Forte inoltre si rivelerà di grande aiuto anche nei confronti di Takuto, fornendogli aiuto nei suoi problemi sentimentali a bordo della Elsior. A differenza degli altri personaggi femminili della serie, Forte non si infatuerà di Takuto e tenderà a considerarlo più che altro un fratello minore.

## Doppiatori
In Galaxy Express, Milfeulle Sakuraba è doppiata in giapponese da Mayumi Yamaguchi, in inglese da Alison Matthews, in spagnolo da Elena Diaz Toledo, in tagalog da Rowena Raganit mentre in portoghese da Fernanda Bock.

## Apparizioni
- Galaxy Angel (2001) - Serie TV anime
- Galaxy Angel (2001) - Manga
- Galaxy Angel Z (2002) - Serie TV anime
- Galaxy Angel A (2002) - Serie TV anime
- Galaxy Angel (2002) - Videogioco
- Galaxy Angel Party (2003) - Manga
- Galaxy Angel AA (2003) - Serie TV anime
- Galaxy Angel S (2003) - Special
- Galaxy Angel: Moonlit Lovers (2002) - Videogioco
- Galaxy Angel 2nd (Beta) (2004) - Manga
- Galaxy Angel X (2004) - Serie TV anime
- Galaxy Angel: Eternal Lovers (2002) - Videogioco
- GALAXY ANGEL ~The Musical~ìì (2005) - Musical